# Jardín Botánico de Pavía
El Jardín botánico de Pavía ( en italiano : Giardino botanico di Pavia también conocido como Istituto e Orto Botanico dell'Universita di Pavia) es un jardín botánico de 2 hectáreas de extensión que se encuentra en la Ciudad de Pavía, Italia. El jardín botánico se encuentra en el lugar donde se encontraba la iglesia de San Epifanio, de la que conserva el claustro del siglo XV.
Es parte del sistema del Ateneo de la Universidad de Pavía y la red de los Jardines botánicos de la Lombardia. Actualmente se extiende sobre una superficie cercana de dos hectáreas y da hospitalidad a casi dos mil especies diferentes de plantas, organizadas por secciones.
El código de identificación internacional del Istituto e Orto Botanico dell'Universita di Pavia como miembro del "Botanic Gardens Conservation Internacional" (BGCI), así como las siglas de su herbario es PAV.

## Localización
Istituto e Orto Botanico dell'Universita di Pavia Via San Epifanio 14, I-27100 Pavia
Provincia di Pavia, Lombardia, Italia.
Planos y vistas satelitales.44°11′12.12″N 9°9′23.51″E / 44.1867000, 9.1565306
- Horarios de apertura: lunes a jueves, de 9.00 a 12.30 y de 14.30 17;

viernes, de 9.00 a 12.00.  

## Historia
Fue fundado en 1520 - Probable año de apertura de una colección de plantas "officinali", llamado "Huerto" de los simples, cerca de la vivienda de Leonardo Leyes, lector de "Medicina Práctica Ordinaria." Tal colección cambiará más veces ubicación en el curso de los años.
1773 Fulgenzio Witman, se convirtió en lector, después de un largo período de persuasión de las autoridades competentes, hace trasladar el huerto cerca de un ex convento lateranense, el lugar actual. Este nuevo lugar está arreglado tomando como modelo el huerto de los simples de Padua.
1776 – durante la dirección de Valentino Brusati, son edificados los invernaderos, sobre proyecto del arquitecto Giuseppe Piermarini, en correspondencia de los actuales invernaderos barro bejucos.
1777-1778 – J. Antonio Scopoli llega a ser director y da al Jardín Botánico un orden muy parecido al actual. Eso se puede averiguar de una prensa indicada sobre el folleto de una de las obras mayores de Scopoli, Deliciae Florae et Faunae Insubricae, del 1786. Bajo la dirección de Scopoli además vienen establecidas numerosas conexiones con botánicos europeos.
1797-1826 – en estos años Domenico Nocca llega a ser director y recomenza los trabajos de organización del huerto: reestructura los invernaderos leñosos de Scopoli, haciendo reconstruirlas en albañilería de Luigi Canonica parroquial y enriquece las colecciones con cambios de semillas y plantas;
1871 –bajo la dirección de Santo Garovaglio es instituido el "Laboratorio Criptogámico", por el estudio de las enfermedades de las plantas causado de parásito.
1883-1919 – el huerto es dirigido por Giovanni Briosi, el que hace instituir los primeros invernaderos calientes.
1943 – el director Raffaele Ciferri, teniendo que afrontar las pérdidas de la posguerra, remueve los invernaderos sobre el extenso meridional del huerto, edificando al su pone la actual fachada monumental del instituto y el jardín de las rosas, que es hoy todavía una gran cualidad del huerto.
1964-1982 – es director Ruggero Tomaselli, el que incrementa directamente las colecciones a través de la importación de los lugares de origen de las plantas, dónde él desarrolla campos de búsqueda; es edificada el primer invernadero tropical en el 1974.1997 – el huerto Botánico hace parte del Departamento de Ecología del Territorio y los Entornos Terrenales. En el mismo año Alberto Balduzzi llega a ser director y echa las bases de una colección de plantas oficinales.
2005 – es inaugurada el Banco de germoplasma, por la conservación de las semillas de plantas autóctonas amenazada de Lombardía.El actual director es Francesco Sartori.

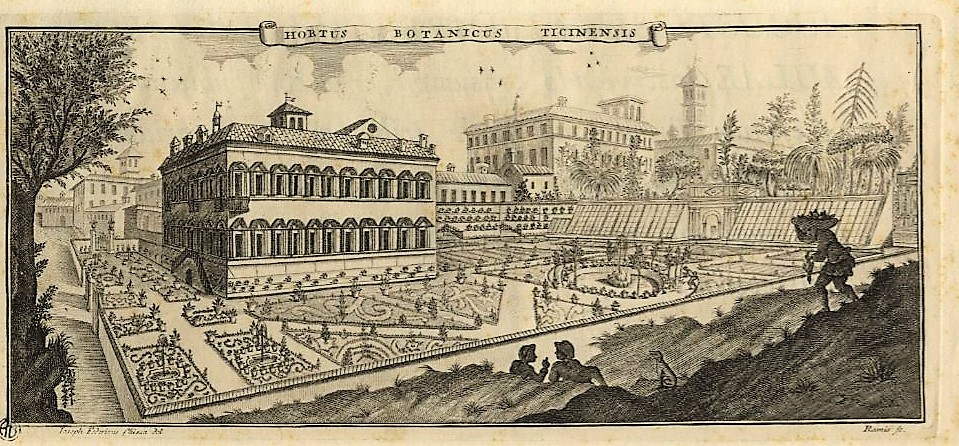
El jardín botánico en 1780.
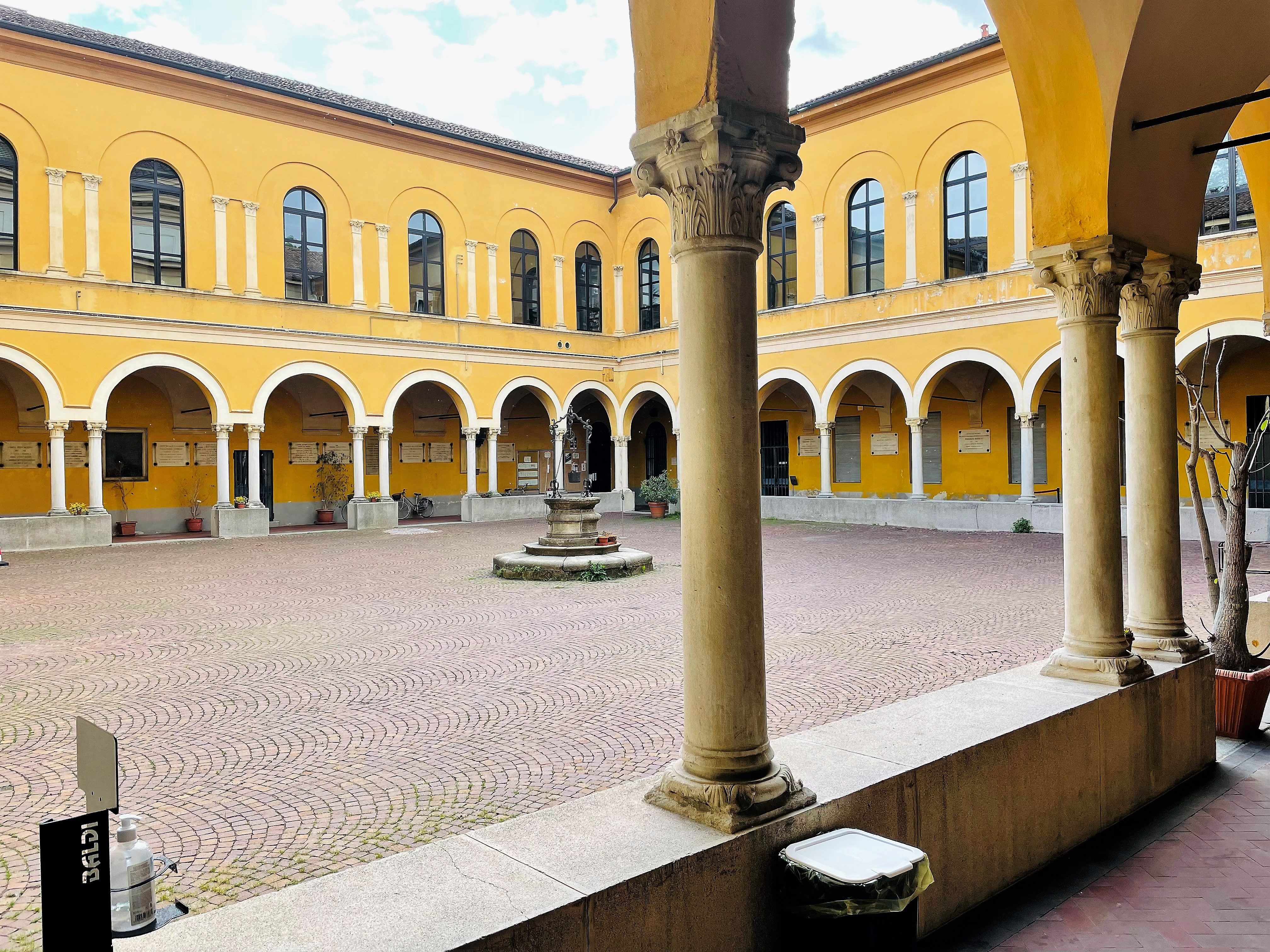
El claustro de la iglesia de San Epifanio (1460-1480) englobado en el palacio del jardín botánico (1773).
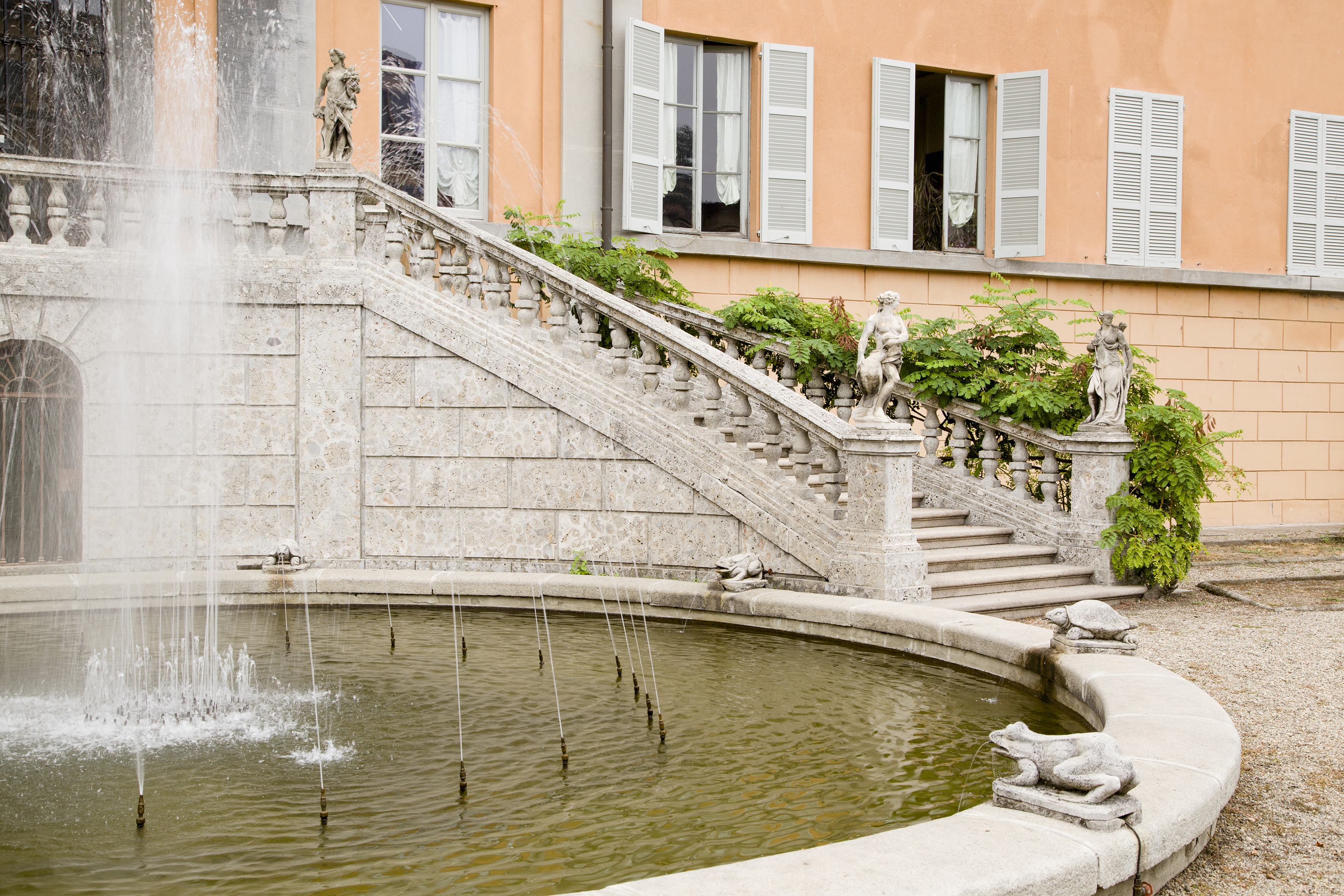
Fuente y escalera de la fachada sur.
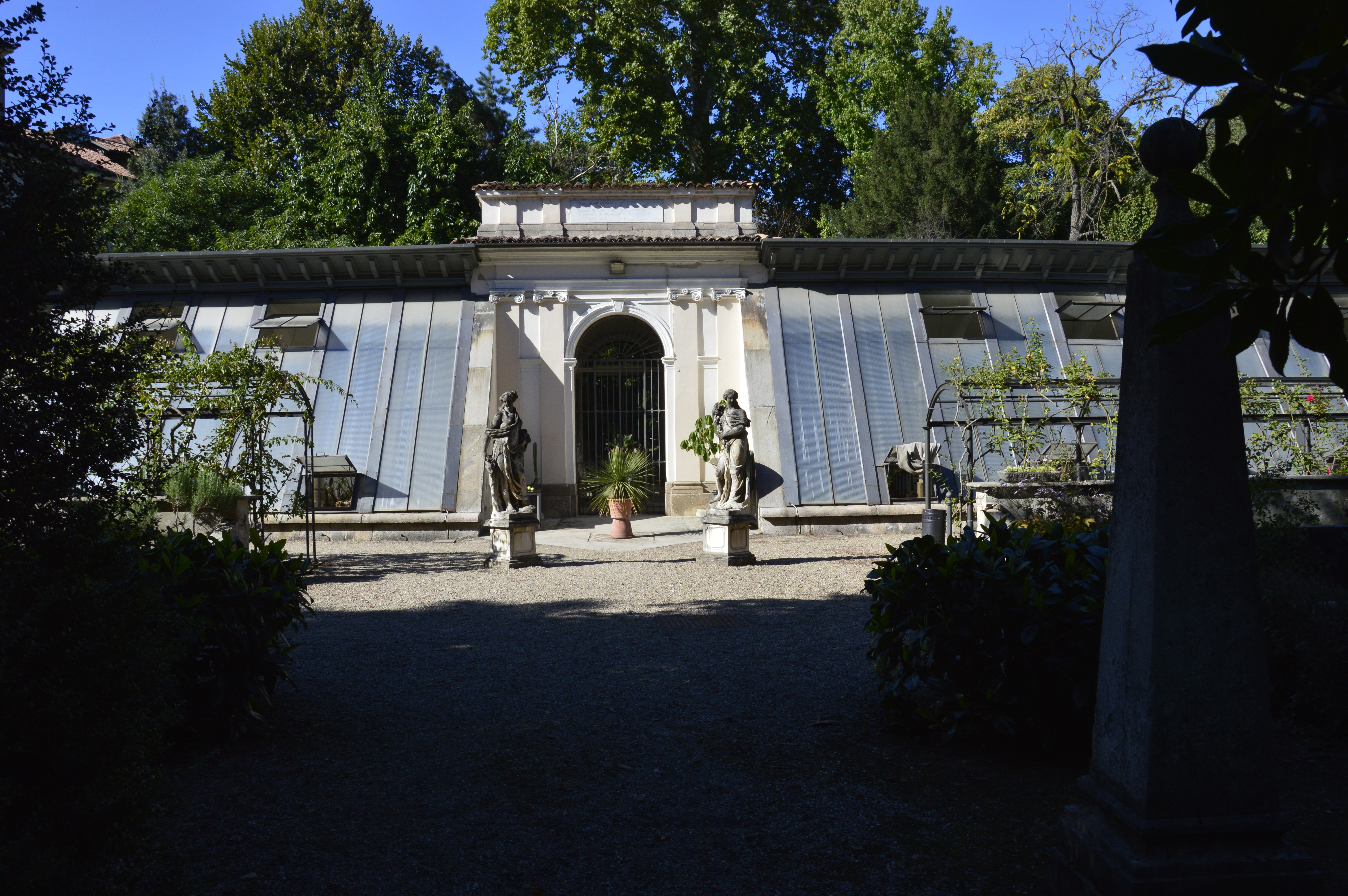
Algunos de los invernaderos diseñados por Giuseppe Piermarini (1775) para Giovanni Antonio Scopoli.
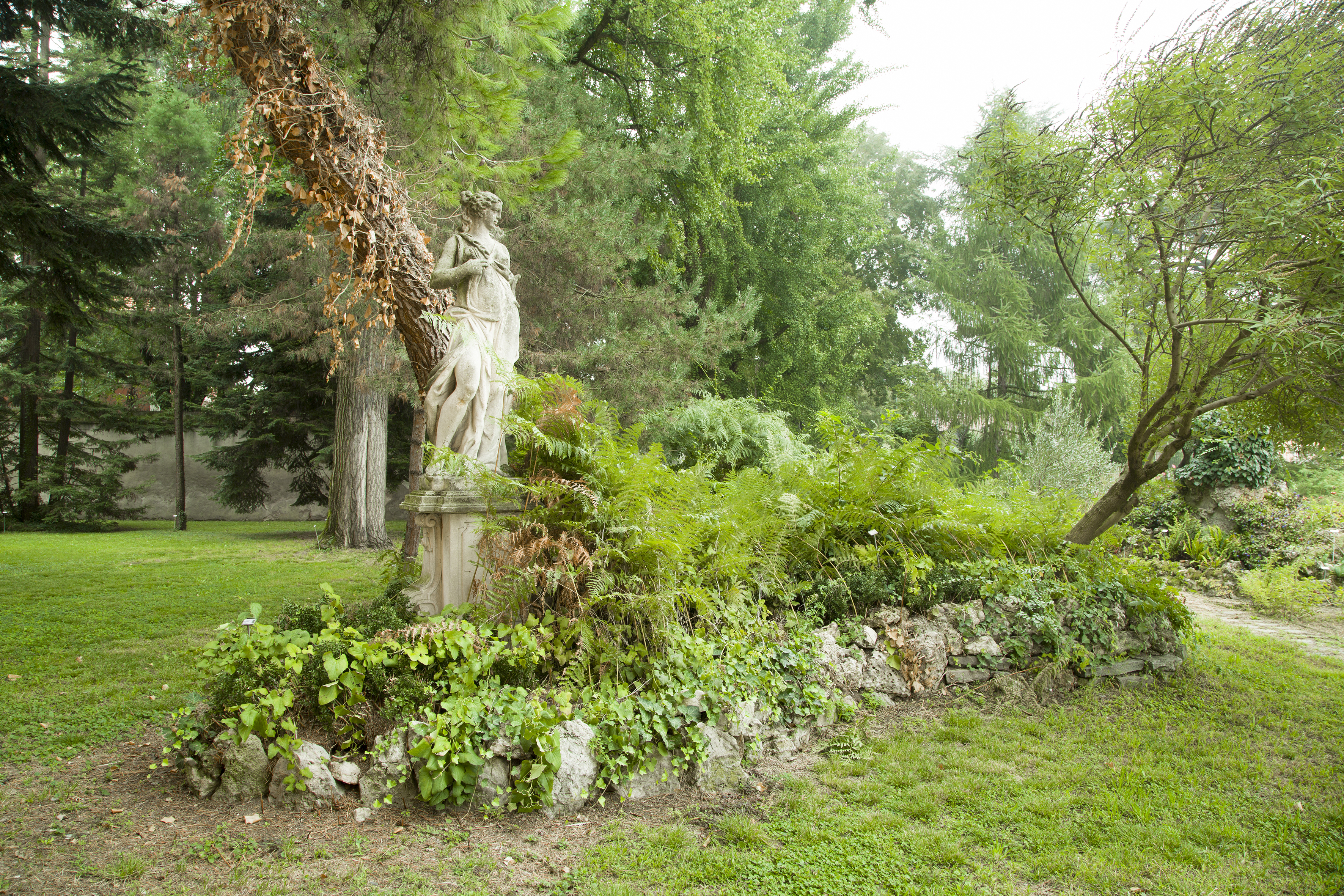
Rincón del jardín.

## Colecciones
Actualmente se extiende sobre una superficie cercana de dos hectáreas y alberga a unos 2000 taxones diferentes de plantas, organizadas por secciones. 
Entre las colecciones especiales son de destacar: 
- Colección de plantas acuáticas, y plantas de humedales,
- Coníferas,
- Plantas medicinales,
- Rosaleda con ariedades cultivares de rosas antiguas de jardín, rosas modernas de jardín y especies silvestres.
- Colección de Pelargonium, Fuchsias, Hydrangeas, Camellias y Azaleas,
- Ginkgo, Impatiens,
- Invernaderos, en sus 4 invernaderos:

- Casa de plantas de clima árido (Serre Scopoliane, la original data de 1776, 171 pies (52,1 m) de longitud por 23 pies (7 m) anchura) — una buena colección de plantas suculentas (más de 500 especies) con especímenes notables de Ariocarpus furfuraceus, Ariocarpus trigonus, Copiapoa cinerea, Lophophora williamsii var. Caespitosa, Obregonia denegrii, y Welwitschia mirabilis, y numerosas especies de Frailea, Lobivia, y Rebutia, además de 30 especies de Lithops.
- Casa de la familia Orchidaceae — orquídeas procedentes de América Central y de América del Norte, además con helechos, Araceae, Bromeliaceae, y Tillandsia.
- Casa de plantas de clima templado — plantas de importancia económica, fruta, etc.
- Invernadero Tropical (edificado en 1974) — con Araceae, Arecaceae, Euphorbiaceae, Liliaceae, Marantaceae, y Pteridofitas.

Entre las especies dignas de ser destacadas se incluyen los ejemplares de Rhododendron indicum, Welwitschia mirabilis, Chamaedorea oblungata, Allium ursinum, Magnolia grandiflora, Davidia involucrata, y Liriodendron tulipifera.
El director Giovanni Briosi, a finales del siglo XIX, experimentó el cultivo del té, pero solo hacia 1920 Gino Pollacci, logró aclimatar la planta al frío del norte de Italia sin necesidad de cobertura durante el invierno, Así nace una nueva variedad: Camellia sinensis (L.) Kuntze 'Ticinensis' (= C. sinensis f. Ticinensis (Pollacci & Gallotti) Ardenghi), de "Pavese tea". Por este descubrimiento, en 1939, recibe un premio del Ministerio del Interior. La floración del té Pavese tiene lugar en mayo y en octubre

## Herbarios
Los locales del Jardín Botánico de Pavía albergan el Herbario de la Universidad de Pavía (acrónimo PAV), actualmente gestionado por el Departamento de Ciencias de la Tierra y del Medio Ambiente (DSTA). Los especímenes más antiguos datan de Fulgenzio Vitman (1763-1785); el herbario de Vitman ha sido digitalizado, algunos de ellos han sido realizados, según una técnica muy original para la época, integrando la planta seca con dibujos en acuarela, que representan principalmente órganos difíciles de secar (p. ej., hojas suculentas, frutos).
En parte de una parte seca y en parte de la colección de herbarios de plantas secas continuaron hasta la dirección de Giuseppe Moretti (1826-1853). De Santo Garovaglio (1853-1882) se encontraron los herbarios de Giuseppe Comolli y Guglielmo Gasparrini; estos herbarios fueron considerados tan importantes para ser conservados separadamente de la colección general. La creación de un herbario lombardo y un herbario general se remonta a la dirección de Raffaele Ciferri (1942-1964), con la intención de reunir todo el material presente. Algunos herbarios, por ejemplo el de Adriano Fiori, han conservado parcialmente su forma autónoma. Las principales colecciones incluyen colecciones micológicas y líquenes. Cada muestra deberá llevar una etiqueta que indique el lugar y la fecha de recogida del material y la firma de los que lo han catalogado.

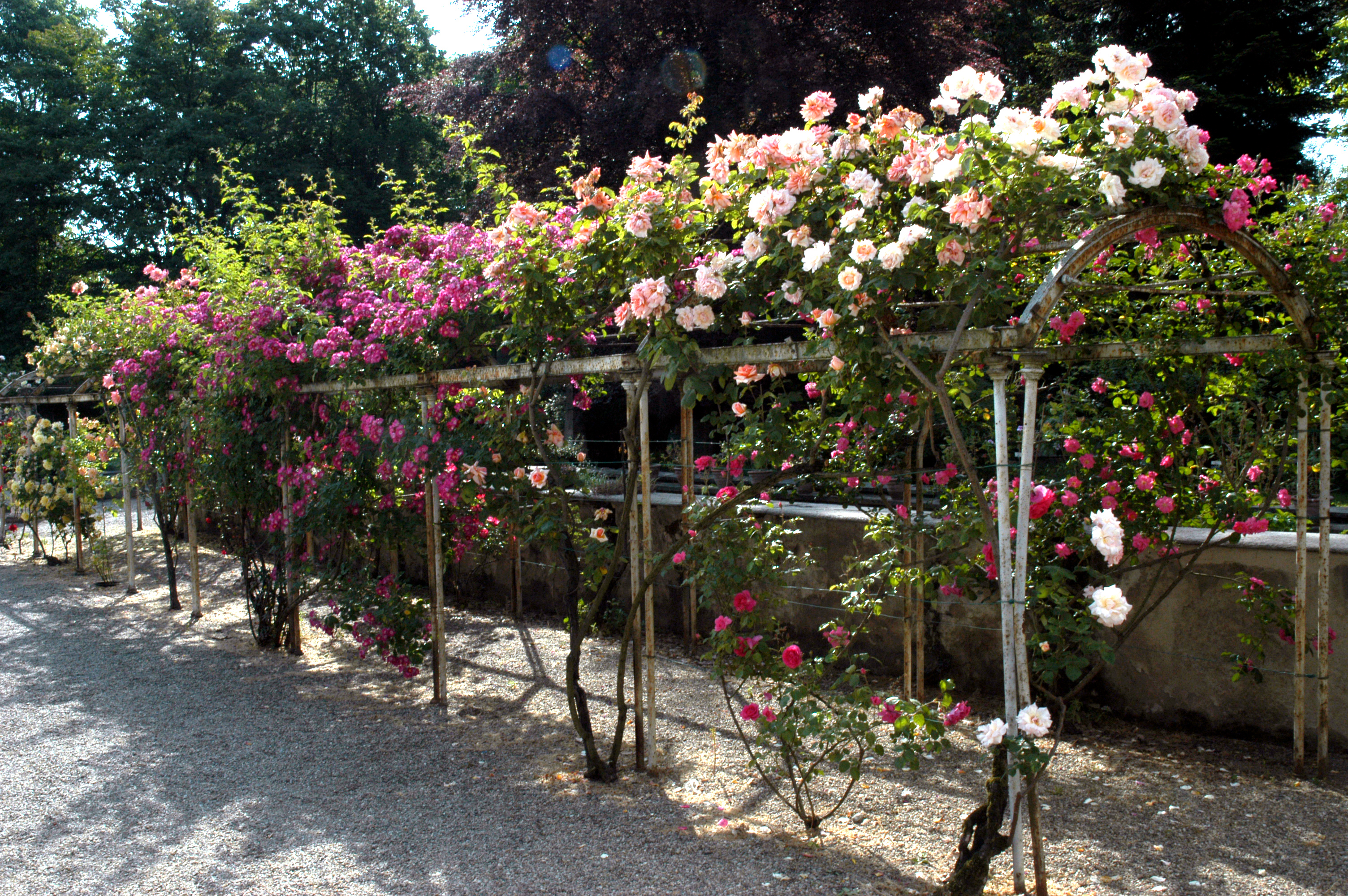
Una de las pérgolas del jardín de rosas.
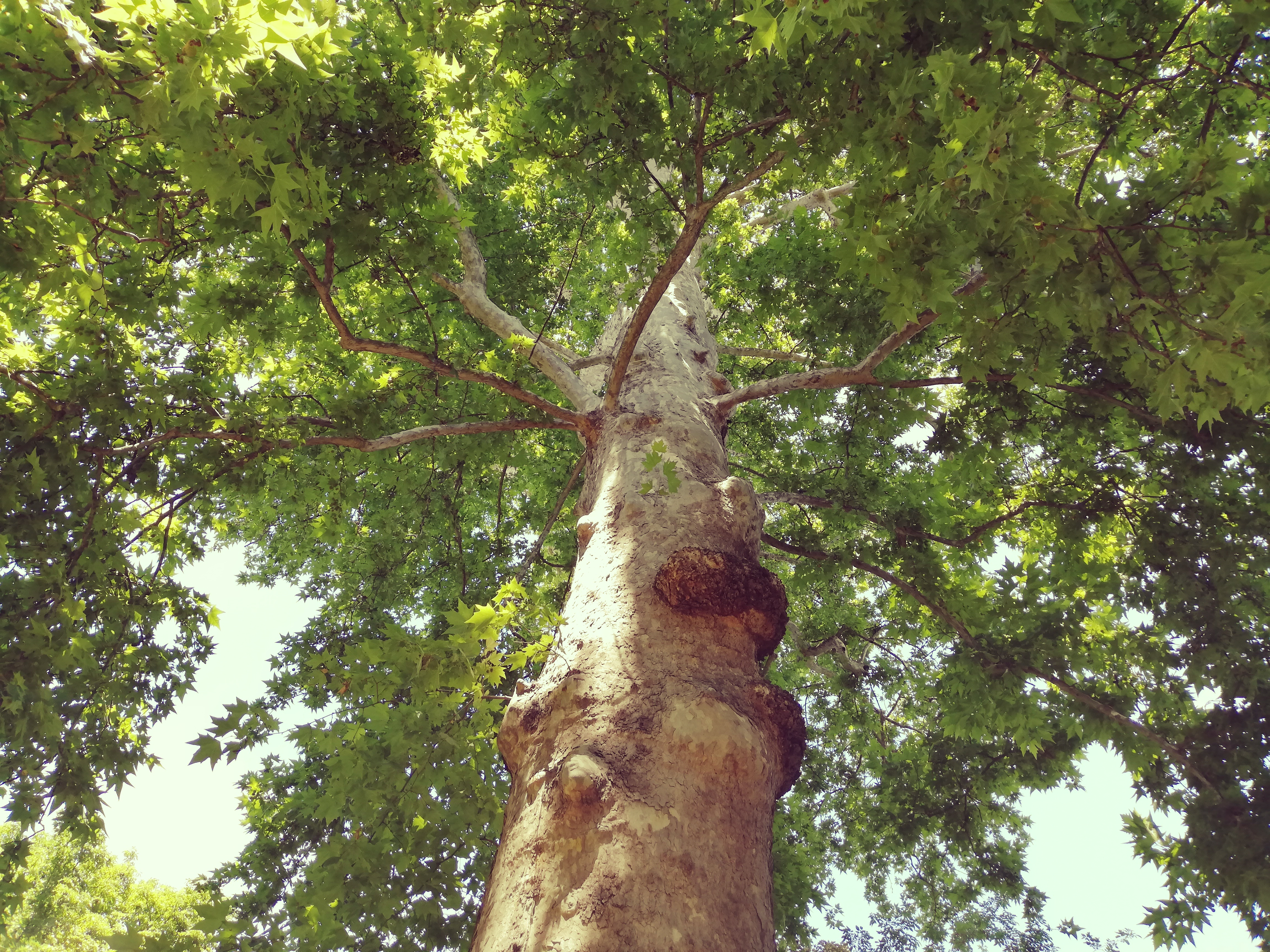
Platano planté par Giovanni Antonio Scopoli en 1778.
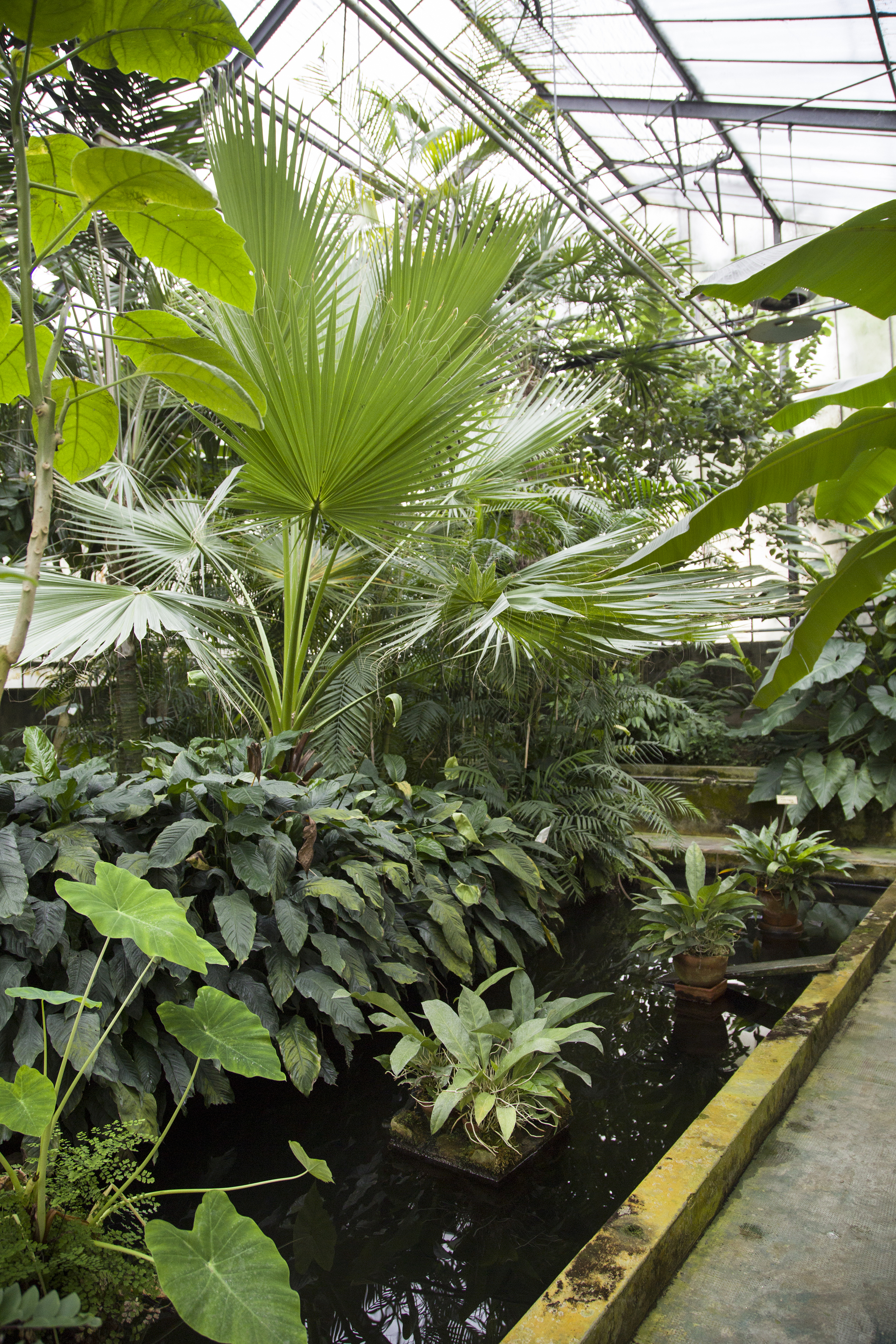
Les serres tropicales.
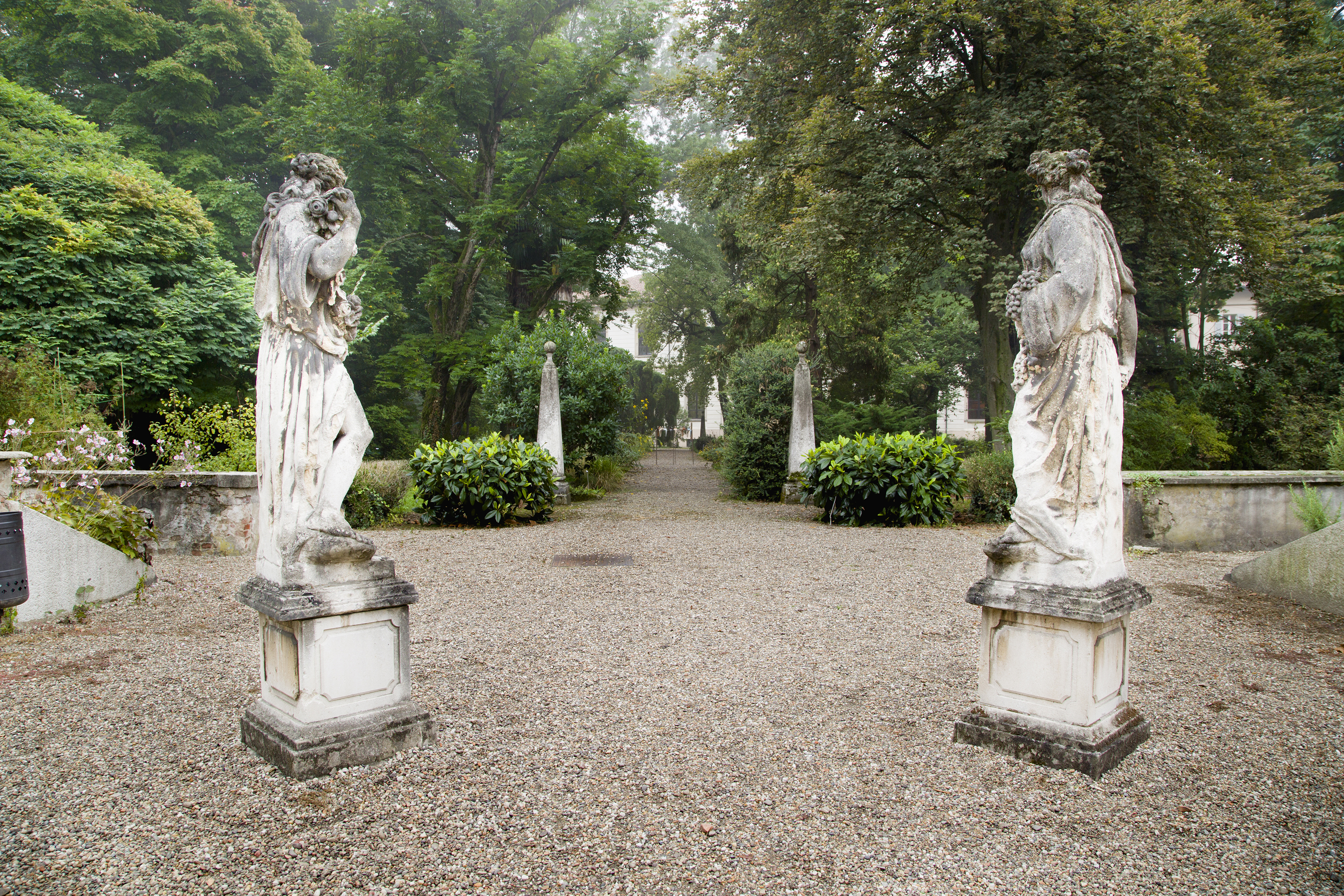
Une des allées du jardín.
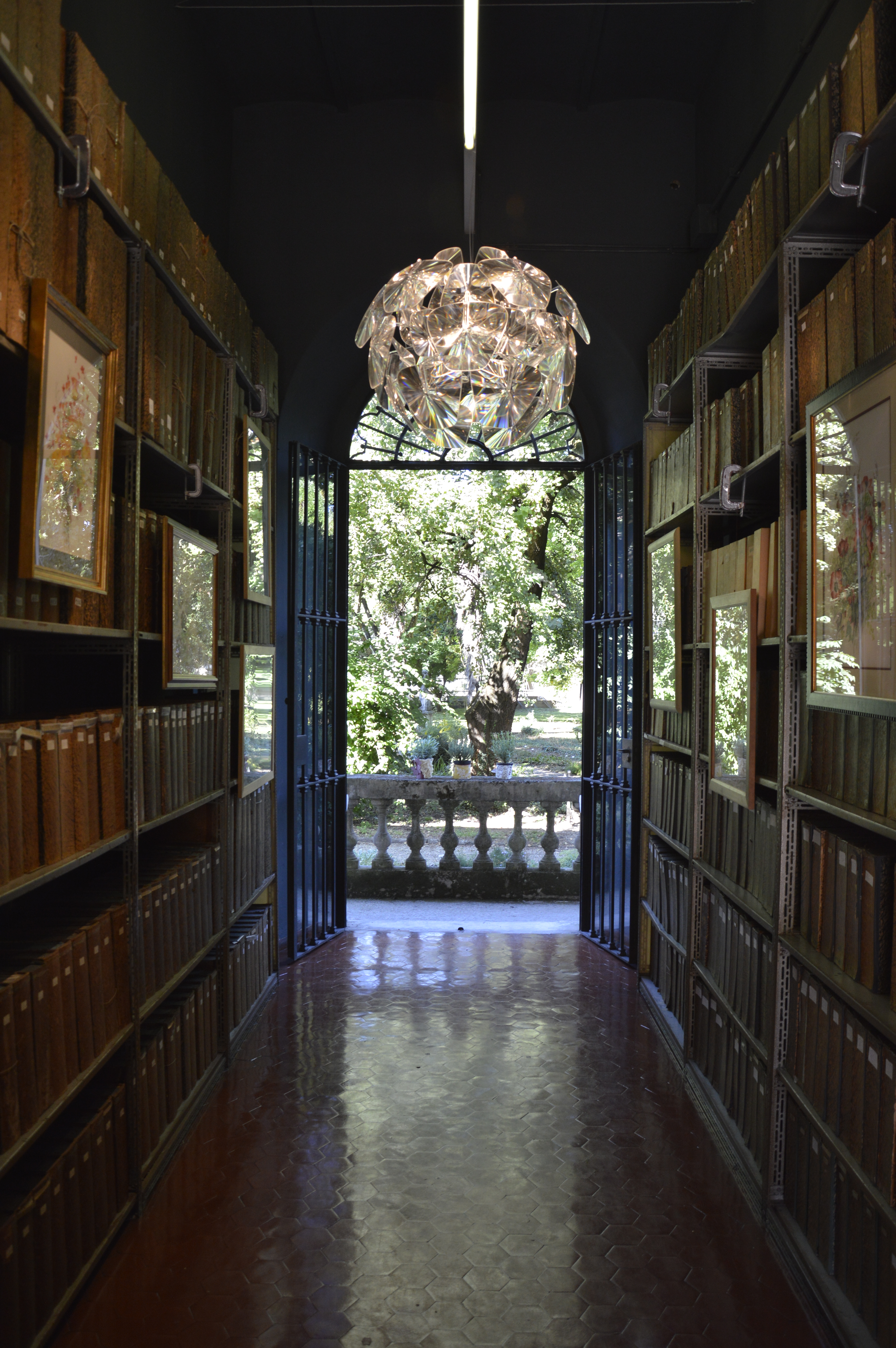
La biblioteca del jardín botánico, donde se conservan los herbarios.

## Reserva natural Bosco Siro Negri
Desde 1973, el Instituto gestiona la reserva natural Bosco Siro Negri, un espacio natural protegido perteneciente a la Universidad de Pavía. La reserva fue donada a la Universidad de Pavía en 1967 por Giuseppe Negri, un comerciante de madera y gran amante de la naturaleza. La reserva está situada cerca del Tesino, a pocos kilómetros del centro de Pavía. El bosque nos muestra el estado original de la naturaleza antes de la llegada de los romanos, antes del asentamiento humano.La reserva cubre una superficie de 34 hectáreas, Este es uno de los pocos ejemplos de vegetación forestal de la Llanura Padana con características de buena naturaleza, de muy baja perturbación antropogénica y representa el testimonio fiel de un antiguo patrimonio natural botánico. La reserva está cubierta de una espesa vegetación, principalmente de robles (Quercus robur).